# ホロコースト

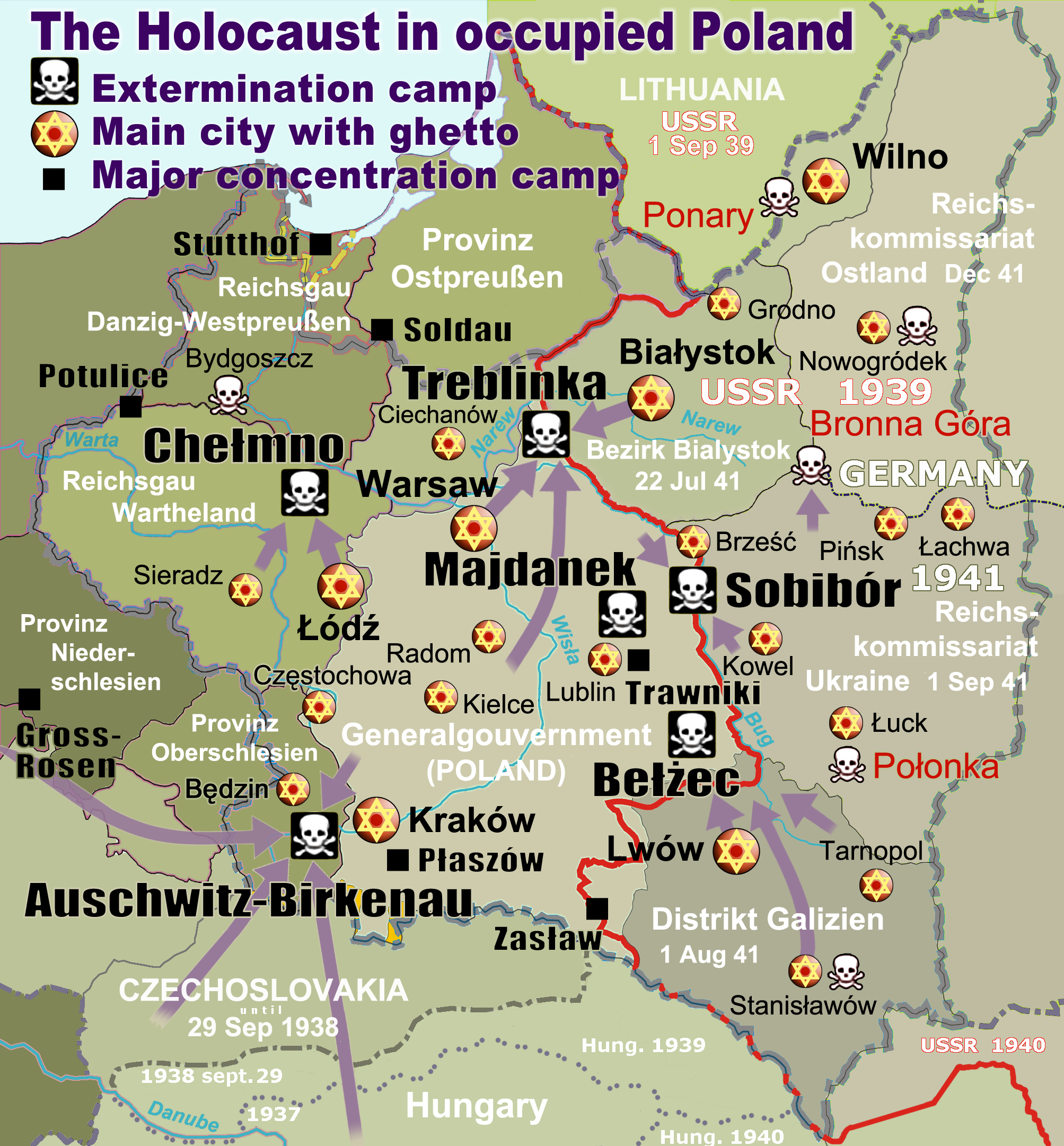
ホロコースト関連図（ポーランド拡大図）

ホロコースト（ドイツ語: Holocaust、英語: The Holocaust、フランス語: La Shoah、イディッシュ語: חורבן אייראפע、ヘブライ語: השואה）とは、第二次世界大戦中にナチス・ドイツがドイツ国内や占領地でユダヤ人などに対して組織的に行った絶滅政策・大量虐殺を指す。当時ヨーロッパにいたユダヤ人の3分の2にあたる約600万人が犠牲となった。

## 概要
1933年にナチ党が政権を獲得して以降、反ユダヤ主義が国是となったドイツではユダヤ人に対して様々な迫害が行われた。第二次世界大戦勃発後、ナチス内部には「ヨーロッパにおけるユダヤ人問題の最終的解決」を行おうとする動きが強まり、ドイツ国内や占領地のユダヤ人を拘束し、強制収容所に送った。
収容所では、強制労働を課し労働を通じた絶滅を行った。1941年12月以降は占領地に設置された絶滅収容所で銃殺・人体実験・ガス室などの殺害も行われ、殺害手段が次第にエスカレートしていった。親衛隊は強制収容所の管理を担い、各地でユダヤ人狩りを行い、東部戦線ではアインザッツグルッペンが活動した。
ドイツ国防軍は、親衛隊や中央官庁の要請に従いユダヤ人狩りへの協力を行った。軍需省や四カ年計画庁、一部企業は工場において強制労働を行わせた。また、ヴィシー政権下フランスをはじめとする占領地での「ユダヤ人狩り」は現地治安機関によっても実施された。
「ユダヤ人絶滅」が戦前からの計画の目的であったのか、戦争突入後の状況変化によって発生したものであったのかは研究者によって意見が分かれる。著名なホロコースト研究家の一人ラウル・ヒルバーグは「公式な法令としてユダヤ人殺害が命令されたことはなく、担当閣僚や特定の官庁も存在せず、特定の予算が割かれたこともなかった。それは実行計画ではなく、幅広い官僚が抱いた信じられないほどの精神の一致、総意の読み取りであった」と、指摘している。
政権獲得後、ナチスはドイツ国内のユダヤ人への迫害を開始するとともに、ドイツ勢力圏外へ大量強制移住によって追放する計画（マダガスカル計画など）を立案していた。しかしドイツの勢力が拡大すると、ドイツ国内のユダヤ人の数はさらに増大し、ポーランド占領によってさらに200万人のユダヤ人を抱え込むことになった。ドイツは占領地やドイツ国内ユダヤ人をゲットーに移送し、独ソ戦開始後はロシア東方への移送をも考えていた。しかし独ソ戦の戦況によって不可能になると、1942年7月から開始された強制収容所における強制労働を通した絶滅および、毒ガス・一酸化炭素・排気ガス等を用いた労働に適さない者への「間引き」、そして組織的殺戮へと計画変更されていた。
ドイツが敗勢に陥ると、ヘウムノ強制収容所などでは収容所を解体、収容者を殺害し証拠隠滅が図られた。多くの文書史料はナチ政権が隠滅を行ったために失われているが、コルヘア報告書やアインザッツグルッペン報告書などの親衛隊による報告書や強制収容所の管理文書、1942年9月17日のヨーゼフ・ゲッベルスによる強制労働によるユダヤ人殺害を提言した文書など、いくつかの重要資料は残っている。
大戦後期には連合国が、ドイツ政府によるユダヤ人組織的殺害が行われていると声明し、占領によって強制収容所が解放されていくことで全世界に広まった。ニュルンベルク裁判では「ユダヤ人大量虐殺」計画が罪状の一つとして取り上げられ、ルドルフ・フェルディナント・ヘスやヴィルヘルム・へトゥルなどの関係者の証言が行われ、認定された。戦後にはジェラルド・ライトリンガー、ラウル・ヒルバーグ、ウィリアム・シャイラー等の歴史家によってこの時代のユダヤ人の運命についての通説が確立した。
ホロコーストで犠牲となったユダヤ人は当初少なくとも600万人以上とされていた。また、同時期にナチス・ドイツの人種政策によって行われたロマ人に対するポライモス、成人の精神障害者へのT4作戦、反社会分子とされた人々（労働忌避者、浮浪者、シンティ・ロマ人など）や障害者、同性愛者（ナチス・ドイツとホロコーストによる同性愛者迫害）、エホバの証人、スラヴ人に対する迫害などもホロコーストに含んで語られることもある。主に独ソ戦における戦争捕虜、現地住民が飢餓や強制労働による死亡者に対しても「ホロコースト」の語が使用されることもあり、こうした広い概念でとらえた場合の犠牲者数は、900万から1,100万人にのぼるとする説がある。なお、この語をユダヤ人以外にも拡大使用することについては反対する意見も存在する。

## 語源および語の使用の変遷
語源
ホロコーストは「全部（ὅλος）」、「焼く（καυστός）」に由来するギリシア語「ὁλόκαυστον」を語源とし、ラテン語「holocaustum」からフランス語「holocauste」を経由して英語に入った語である。元来は、古代ユダヤ教祭事で獣を丸焼きにし神前に供える犠牲、「丸焼きの供物」、すなわちユダヤ教の宗教用語にあたる燔祭を意味していた。
現在でも、レビ記1章9節にフランス語でHolocauste（ホロコースト）、イタリア語でOlocausto、スペイン語でHolocausto、ポルトガル語でHolocaustoまたはOlocaustoと記された旧約聖書が使用されているが、ほとんどの英語旧約聖書レビ記1章9節では、「burnt offering」「burnt sacrifice」と記されている。　　
こうしたことから殉教のための犠牲も意味するようになり、転じて火災による大虐殺、大破壊、全滅を意味するようになった。英語では、ユダヤ人虐殺に対しては定冠詞をつけて固有名詞（The Holocaust）とし、その他の用法を普通名詞（holocaust) として区別している。例えばアルフレッド・ヒッチコックの映画『北北西に進路を取れ』では劇中タンクローリーの炎上事故を伝える新聞の見出しで「Holocaust」という言葉が使われていた。日本では被爆者の永井隆が、被爆直後から長崎への原爆投下を「神の大きな御摂理によってもたらされた」とし、原爆投下を「大いなる燔祭（ホロコースト）」と解釈したことが論評されている（浦上燔祭説参照）。
ジェノサイドからホロコーストへ
この言葉がナチスによるユダヤ人大量殺害を意味するようになったのは、大戦中から大戦後しばらくの間、ユダヤ人の間で、「ドイツはユダヤ人を生きたまま火の中に投げ入れて焼き殺している」との言説が広く信じられたことが起源である。エリ・ヴィーゼルが使い始めたと言われるが、後に撤回したがっていたと言われる。英語圏では「ジェノサイド」などが用語として一般的であったが、1978年アメリカで放映されたテレビドラマ『ホロコースト』 によって流行語となり、「ユダヤ人大虐殺」を表す言葉として普及した。また、この作品がドイツを含む多くの国々で放送された結果、第二次世界大戦中のドイツによるユダヤ人迫害、特に民族絶滅政策の実行の過程を「ホロコースト」と呼ぶことが定着した。『夜と霧』などの戦争直後に出版された書籍に「ホロコースト」という語が見られないのは、こうした事情による。
「ホロコースト」という言葉の使用に対する批判
ただしユダヤ教徒の中には、神聖な儀式「ホロコースト」の語をドイツのユダヤ人迫害を指す言葉として使うことを批判する声もある。プリーモ・レーヴィは「虐殺行為を預言者ぶって解釈してみせる過激な宗教家」には怒りを感じると語り、また、ジョルジョ・アガンベンはジェノサイドでもなくポグロムでもなくホロコーストという語を使用することはユダヤ人犠牲者を神への犠牲、ナチスを祭司、焼却炉を祭壇として扱うことにむすびつき、結果としてナチスによるユダヤ人殲滅政策を正当化すると批判、「この語（ホロコースト）をあいかわらず使う者は無知か無神経（あるいはその両方）」と批判している。
ショア（ショアー）
燔祭に相当するヘブライ語は「オラー (ヘブライ語: עלה、英語: olah) 」であり、「焼き尽くす捧げもの」を意味した。一方で特に「ナチスによるユダヤ人大虐殺」を指す場合は“惨事”を意味するショア (השואה) が用いられる。フランスのユダヤ系映像作家クロード・ランズマンによるドキュメント映画『SHOAH ショア』が制作され、日本では1995年に上映されて以降、「ショア」という用語も用いられるようなった。
ランズマンは『リベラシオン』のインタビューで「クロード・ランズマンは『SHOAH ショア』の作者であり、アドルフ・ヒトラーはショアの作者（＝張本人）である」と答えた。これに対し、フランスの詩人で聖書翻訳者でもあるアンリ・メショニックは、ショアという語が聖書の中では主に気象に関わる災害として用いられていると指摘した上で、先述したホロコーストという言葉同様、このヘブライ語を用いた時点で宗教化は免れ得ないとした。さらに、ショアの実行者がヒトラーであったとしても、この問題をナチスのみに還元すべきではないと主張し、現在まで続くキリスト教対ユダヤ教の対立、すなわちキリスト教文化圏における反ユダヤ主義の問題として広く捉えられなければならないと主張した。彼によれば、ナチスの出した「最終的解決」は、2000年以上続く反ユダヤ主義を内包するキリスト教の論理における必然的な帰結であり、こうした行為に対抗してユダヤ教的な語彙を用いても、この対立を継続することにしかならないと主張する。これに対しランズマンは、自身はヘブライ語の専門家ではないため「ショア」という語に特定の宗教的含意はないと部分的に反論している。
核のホロコースト
英語には、日本語の事典にはない、核のホロコースト（Nuclear holocaust）がある。また、その英語Wikipediaの Nuclear holocaust）には、核兵器の写真として、広島で原子爆弾として使用されたとされるリトルボーイの模型が掲載されている。
また日本反核法律家協会では、『ヒロシマ・ナガサキのホロコースト』というフレーズを使用している。
戦争犯罪でのホロコースト
2024年に出版されたブライアン・マーク・リッグの書籍で、「日本のホロコースト　第二次世界大戦中の大日本帝国による大量殺人と強姦の歴史」
(Japan's Holocaust History of Imperial Japan's Mass Murder and Rape During World War II)として、日本の戦争犯罪に対してホロコーストの名称が使われている。

## 経緯

### ユダヤ人問題と反セム主義
キリスト教が普及したヨーロッパにおいて、ユダヤ人は（歴史的事実とは関係なく）キリストの磔刑に関与したとされたため、キリスト教徒から「神殺し」とみなされ、キリスト教への改宗を拒んで追放されるなど、中世以来たびたび迫害を受けてきた。11世紀まではユダヤ人はシリア人と呼ばれた近東の民とともに通商の担い手であったが、中世後半期には次第に土地所有も交易に従事することも制限されるようになった。11世紀以降にギルド制が発達すると、ユダヤ人の職業選択の幅は著しく狭まった。第4ラテラノ公会議（1215年）ではユダヤ人の隔離や公職追放の方針が決められた。こうしたことからユダヤ人は職工や農業といった生産的職業に就くことができず、質屋などの消費貸借専門の金融業や両替商がユダヤ人の主な職業となった。このため、ユダヤ人を堕落した人間と見る風潮があった。ユダヤ人はキリスト教社会から疎外され、ゲットーと呼ばれる場所に隔離されるなどしたが、かえってそれぞれのコミュニティを強化し続けていった。
18世紀以降、啓蒙主義の浸透によって、ユダヤ人解放と社会的地位向上が唱えられた。1848年革命ではユダヤ人解放も唱えられたが、一方でこれは自由主義に反発する者の間に、「ユダヤ人は体制の破壊者である」という見方が醸成された。また、ユダヤ人が新聞などのメディアを支配しているという見解もこの頃からあらわれた。西欧社会への同化が進むにつれ、反ユダヤ主義は宗教的なものから人種主義的な「反セム主義」へと変質した。19世紀後半になると、ユダヤ人同化と地位向上によって引き起こされた「ユダヤ人問題」の根本的解決を訴える論調が盛んになり、社会ダーウィニズムに基づく疑似科学的な人種主義によって、組織的なユダヤ人迫害への理論的基礎が置かれた。ユダヤ人は血統的・言語的に既に居住国に同化している場合がほとんどであり、あくまで“疑似”人種・民族論である。こういった運動を行った者としては、ゲオルク・フォン・シェーネラーやカール・ルエーガーがいる。
またロシア帝国においては、アレクサンドル2世の暗殺以降保守化が進行し、ユダヤ人迫害である「ポグロム」が激化した。20世紀初頭には「シオン賢者の議定書」と呼ばれる反ユダヤ主義パンフレットが流布された。これはバルト・ドイツ人であったアルフレート・ローゼンベルクによってナチ党に紹介されることになる。

### ナチズムのユダヤ人観
第一次世界大戦時、ドイツ帝国においては中央協会などのユダヤ人団体もドイツ政府に協力したが、反ユダヤ主義者たちによってユダヤ人が戦争に非協力的というプロパガンダが行われた。ドイツ帝国軍はこれを承けて軍部内ユダヤ人の統計を取り、反ユダヤ主義者の言い分が正当であると証明しようとしたが、結果はその逆であったために公表されなかった。ドイツが敗北すると、敗戦はユダヤ人や社会主義者による「背後からの一突き」が原因という見方が広まった。こうしたドイツの風潮の中で生まれたのが国家社会主義ドイツ労働者党（ナチ党）である。
ナチ党は創設時から反セム主義としての反ユダヤ主義を唱えていた。ヒトラーの著書『我が闘争』では「ユダヤ人問題の認識と解決なしには、ドイツ民族体再興の企ては無意味であり、不可能である」と書かれている。ヒトラーは入党前に記した最初の政治的書簡で「ユダヤ人とは即ち、無条件に人種であり、決して宗教団体などではない」と認識していた。
ナチズムではユダヤ人は、「すべての反ドイツ的なものの創造者」であるとされた。つまり第一次世界大戦の張本人であり、民主主義、議会主義、マルクス主義、ボルシェヴィズム、自由主義、平等主義などを生み出し、ドイツに敵対する国家の背後で糸を引きながら、ドイツ人を含むすべての民族の破滅を狙っているとされた。世界支配の権利を持っているのは疑いなくドイツ民族であるが、その最大の障害がユダヤ人であり、「アーリア人の勝利か、しからずんばその絶滅とユダヤ人の勝利か」の二つの可能性しかあり得ないとしていた。
また、ナチズムは、ドイツ民族の血によって結びつけられる「民族共同体」が自らの存立する世界観であると定義しており、ナチズム人種学では、ハンス・ギュンターらの提唱する、白人、中でも北方人種の要素を多く持つ民族が優れた民族であると考えられていた。ナチズムにおいてはドイツ民族の血統改良（ドイツ語: Aufartung）が重要とされ、北方人種化（ドイツ語: Aufnordung）の一方、遺伝病や精神病などの「質的欠格者」や、「劣等人種」との混血を回避する必要があるとされた。
ヒトラーは演説でこう述べている。「我々の社会は危機に瀕している。徒に弱者や病気の者に助けの手を差し伸べて、適者生存の原理に背いてしまったためだ。」この考えに基づいて推進された政策の一つが、身体障害者や精神障害者の断種や、「生きるに値しない命」 (Lebensunwertes Leben) と見られた成人障害者を安楽死させるT4作戦であった。T4作戦で安楽死を担当した技術者たちは、のちに絶滅収容所でその技術を用いることになる。

### ナチズムにおけるユダヤ人の定義
ナチズムにおいてはユダヤ人は人種として扱われたが、時期によって扱いはやや異なる。1933年4月11日の『職業官吏再建法暫定施行令』では、両親・祖父母のうち一人でもユダヤ教を信仰したことがある者がユダヤ人と規定、先の『職業官吏再建法』の「アーリア条項」でいう「非アーリア人」に該当するとされた。9月29日の『ライヒ世襲農場法』では先祖にユダヤ人がいたというだけで「アーリア人」から外された。
ニュルンベルク法の一つ「帝国市民法」は「ドイツ人あるいはこれと同種の血」を持つ帝国市民にユダヤ人は含まれないとしている。さらに「帝国市民法第一次施行令」では、祖父母のうち3人以上が「人種上の全ユダヤ人」であれば、当人の信仰によらず「完全ユダヤ人」として扱われた。また、この施行令では、ユダヤ人と婚姻した者もユダヤ人となり、「非ユダヤ教徒ユダヤ人」という扱いも存在した。さらに血統上は疑いなくドイツ人であっても、何らかの都合によってユダヤ教会に属した者も「ユダヤ教会への所属は、通例、ユダヤ的なるもののへの確固たる信仰告白」であり、「その者の子孫もかかるユダヤ的態度を受け継ぐことが当然予想される」ため、ユダヤ人として扱われた。また、二人の祖父母がユダヤ人であった場合には「第一級混血児」、一人の場合は「第二級混血児」として扱われた。混血ユダヤ人は帝国市民として扱われたものの、混血児同士の結婚や、第一級混血児がドイツ人と結婚することは原則として認められなかった。
ヒトラーはこれら「ユダヤ人」が人類学的には「単一人種としての特徴を示す共通標識をもっていない」という認識を示しながらも、「にもかかわらず、疑いもなく、どのユダヤ人も、我々が特にユダヤ人の血と呼ぶところの数滴の血液を血管の中に隠し持っている」としている。当時は左耳の形でユダヤ人であるかどうかわかるとされており、身分証明書では左耳がはっきりと分かる形の写真が掲載された。ヒトラーもこの方法を信じており、後にヨシフ・スターリンの耳を撮影させて、ユダヤ人ではないと判定している。

### ナチス・ドイツ時代戦前期の反ユダヤ政策
ヒトラーは1919年時点で「ユダヤ人全体の断固除去が最終目標」であるという書簡を記しており、その後もしばしばこれに類した演説を行っている。ヒトラー内閣成立後の1933年3月28日には党組織に対してユダヤ人に対する大規模ボイコット命令『反ユダヤ主義的措置実行に関する指令』を発し、4月1日から3日間行われたこのボイコットでは、私服ナチ党員がユダヤ人の経営する会社や商店の営業を妨害、店舗破壊やユダヤ人経営者への暴行を行った。警察はあらかじめその場をパトロールしないように措置されていた。この全国的運動は、それまでユダヤ人がほとんど住んでおらず、反ユダヤ主義と無縁の地域にまで反ユダヤ主義が国家の基本方針となったことを知らしめ、ユダヤ人たちは徐々に地域社会から疎外された。4月7日には『職業官吏団再建法』が制定され、共産主義者等の左翼と併せて、ユダヤ人を含む非アーリア人とされた人々が公職追放された。その後、弁護士や大学教授、医師、徴兵対象者など、官吏以外の職にも次々と適用された。一部ユダヤ人は国外に逃れ、毎年2万人から4万人のユダヤ人がドイツ国外に脱出した。
1935年9月に制定された一連の『ニュルンベルク法』によって、ドイツ国民であったユダヤ人は「国籍を保持するが、帝国市民（ライヒ市民）ではない」という存在となり、ドイツ人および類縁の血を持つ者との婚姻と婚外交渉が禁じられた。1937年12月からは経済・商工業分野における「アーリア化」を開始、ユダヤ人資本企業や工場は解散や譲渡を余儀なくされた。1939年9月1日以降には独立した経営を行ったり、責任者になることすら禁じられた。また、1938年8月17日からは、国民およびドイツ国内に滞在するユダヤ人は、姓を「ユダヤ人らしくない」姓に変更できなくなり、また、名前も「イサク」や「ラケル」など当局が指定した「ユダヤ人らしい」名前を名乗るよう義務づけられ、それ以外の名の者には「イスラエル」や「サラ」といったミドルネームをつけることが義務づけられた。12月31日からは身分証明書にユダヤ人を示す「J」の文字が記入されるようになり、1939年4月にはユダヤ人が持つ旅券がすべて無効となり、「J」の字が刻印された旅券が新たに交付された。
しかし、ヒトラーやヘルマン・ゲーリング、ヨーゼフ・ゲッベルスらといったナチ党幹部にとって、これら措置はまだ生ぬるく感じられた。それらが解き放たれるきっかけは、1938年11月7日に発生した、駐フランスドイツ大使館員エルンスト・フォム・ラートがユダヤ人青年に殺害された事件であった。11月9日、ユダヤ商店・百貨店、シナゴーグなどが突撃隊員たちによって破壊・略奪された。この事件は「水晶の夜」とよばれる。11月10日には親衛隊全国指導者兼全ドイツ警察長官ハインリヒ・ヒムラーが兵器および武具を持ったユダヤ人を拘束する命令を出し、11月11日にはユダヤ人の兵器所有が禁じられた。
11月12日には事件の後始末についての会議が行われ、その結果を踏まえゲーリングによって三つの命令が下された。その内容は事件によってドイツ国が被った総額10億ライヒスマルクの損害を「ユダヤ人」に賠償させるというものであった。1939年4月にはドイツ国籍および無国籍のユダヤ人はその全財産の20％を賠償として国に支払うこととなり、さらに破損した店舗や施設の修復も義務づけられただけでなく、損害を申請して保険金を受け取る権利すら奪われた。この決定の同日、ゲッベルスはライヒ文化協会会長の権限でユダヤ人の文化・娯楽施設への入場を禁じ、ミュンヘンでは一週間あたり引き出し可能額が100ライヒスマルクに限定された。11月13日の冬季援助活動の集会で、ゲッベルスは「ユダヤ人問題は今後ごく短期間のうちにドイツ民族の感情を満足させる解決策を見いだすであろう」と演説した。翌日の「フェルキッシャー・ベオバハター」は「ユダヤ人問題の最終解決」という見出しの記事でゲッベルスの演説を掲載し、次のように警告した。「すべてのユダヤ人は今後一切の慈悲無しに取り扱われることになるだろう。そのことを欲したのは彼ら自身なのだ。」この後もドイツ人学校からのユダヤ人生徒の排除、運転免許の剥奪、毛皮・宝石類・伝書鳩・自動車の保持禁止、第一次世界大戦の恩給停止、ベルリン市内の大規模なユダヤ人立ち入り禁止区域の設定、寝台車や食堂車の使用禁止などの措置が矢継ぎ早に行われた。
しかしこれらの措置も、新たなユダヤ人迫害の準備作業にすぎなかった。

### ユダヤ人国外移住政策
1939年1月24日には四カ年計画全権としてのゲーリングが、内務大臣ヴィルヘルム・フリックに対し、「ドイツ国内からのユダヤ人国外移住を全力で促進すべき」として、保安警察長官ラインハルト・ハイドリヒ指揮下に「ユダヤ人国外移住のためのライヒ中央本部」設置を命じた。ユダヤ人財産の剥奪や移動手段の制限はこうした「移住」を効率的に実行するための措置でもあった。しかしこのころから、ユダヤ人を受け入れてきた南米諸国など各国が難色を示すようになり、第二次世界大戦勃発はさらにこうした移住を困難なものとした。

### 追放政策の実行と頓挫
ユダヤ人をドイツ国外追放するという考え方は古くからあり、ヒトラーも結党間もないころの演説では「ユダヤ人にとっとと（ドイツから）出て行ってもらう」とたびたび語っている。ナチ党の幹部でもあるアルフレート・ローゼンベルクは1937年の著書『Die Spur des Juden im Wandel der Zeiten』の中で、「ドイツのユダヤ人集団が毎年パレスチナに移送されるであろう、そのためにシオニズムは強力に支援されねばならない」 (p. 153) と述べている。
しかし一方で、ヒトラーおよびナチ党員は、ユダヤ人問題解決策としての大量殺戮をほのめかす発言をたびたび行っている。「シュテュルマー」の編集主幹であったユリウス・シュトライヒャーはこう述べている。「最後のユダヤ人がドイツから去ったとしても、（ユダヤ人問題は）解決されたことにならない。世界中のユダヤ人が殲滅された、その時初めて解決されたと言えるのである。」『我が闘争』の中には「これらヘブライ人の民族破壊者連中を、一度毒ガスの中に放り込んでやったらとしたら、前線での数百万の犠牲も決して無駄ではなかったであろう」という記述があり、ナチ党地方幹部であったヘルマン・ラウシュニングは、ヒトラーが「（ユダヤ人の）人種単位の除去が私の使命である」「望ましくない人種を、体系的に、比較的苦痛もなく、ともかく流血の惨事もなく、死滅させる多くの方法がある」と語ったとしており、1939年1月30日の国会演説は、さらにそれを直接的にしたものであり、ヒトラーがたびたびこの演説を引用したこともあって、時に大量殺戮によるホロコーストを予告したものとされる。
今日私は再び予言者となろう。即ち、もし国際主義的ユダヤ人金融資本家どもが、ヨーロッパの内外で、再び諸民族を世界戦争に引き込むことに成功したとしても、その結果は地球のボルシェヴィキ化、ユダヤ人の勝利ではなく、ヨーロッパにおけるユダヤ人種の殲滅となるであろう。—1939年1月30日のヒトラー国会演説、(南 1995b, p. 187)
1939年9月のポーランド侵攻に先立つ9月21日、ハイドリヒはユダヤ人問題の「最終目標」として、ドイツ領となるべきポーランド占領地域に住むユダヤ人をできるだけ追放し、ごく少数の都市に集中収容するべきという報告書を作成した。ポーランドが占領されると、12月から移送が開始され、ユダヤ人とポーランド人あわせ8万7000人が、占領地域からワルシャワなどの各都市ゲットー（ユダヤ人街）へ送致された。翌1940年11月には、40万人が住むワルシャワ・ゲットーが壁と有刺鉄線で囲まれ交通が遮断された。これはワルシャワ市人口の30%に相当するが、ゲットーの敷地はたった2.4%であった。各部屋に平均9.2人が住んでいたという。ゲットーへの囲い込みから収容所移送までに、移住計画や収容所建設など親衛隊当局による絶滅準備が行われたが、劣悪な衛生状態と食糧事情からすでにこの期間に多くの犠牲者が出ている。1941年だけでも、ワルシャワ・ゲットー住人の10人に1人（4万3000人）が腸チフスなどで死亡した。また、シンティ・ロマ人（ジプシー）の放浪が禁止されて登録とゲットーへの囲い込みが行われたのもこの期間であった。

### マダガスカル計画
1940年5月頃には外務省参事官フランツ・ラーデマッハーが西方ユダヤ人をマダガスカル島に送ることを提案、この案は同年6月18日のヒトラーとムッソリーニとの会談で「マダガスカルにイスラエル国家を作ることも可能である」ということを述べているように、ヒトラーを含む上層部でも検討された。国家保安本部ゲシュタポでユダヤ人問題を担当するB4課長を務めたアドルフ・アイヒマン親衛隊中佐は戦争終結後に5年をかけて、ドイツ占領地域に住む600万人のユダヤ人をマダガスカルに送る計画に従事していた。
しかし6月24日になって、ハイドリヒは国外移送は不可能で「最終的領域的解決」が必要、という報告した。ラーデマッハーは8月になって計画が正式中止されたという報告を行っているが、少なくとも1941年2月までヒトラーが破棄していなかったとする見解もある。いずれにしても計画の断念後、「ユダヤ人問題」解決策は海外への移住から東方占領地域への移送、さらには移送先での強制労働を通じた絶滅へと進展した。この決定に従って、ユダヤ人の中で生産活動にとって無価値な老人・女子・子供は移送の後に殺害し、労働に耐える者はなるべく過酷な労働環境で軍需産業に従事させ、死亡させるという方針がとられることになった。
ポーランド総督府はこれ以上のユダヤ人受け入れは不可能と苦情を申し出たが、ヒトラーは「（総督領は）巨大なポーランド強制収容所でしかない」と拒絶した。しかし1941年3月15日、ポーランドの親衛隊及び警察指導者フリードリヒ・ヴィルヘルム・クリューガーは、これ以上総督領に対するユダヤ人の移送を行わないと伝達し、6月19日にはヒトラーは総督ハンス・フランクに対して「ユダヤ人は近いうちに総督領からいなくなる」と伝えている。これは3日後に勃発する独ソ戦の勝利によって、東方にユダヤ人を送る余地ができたということを示すものであった。

### 独ソ戦初期における組織的殺戮

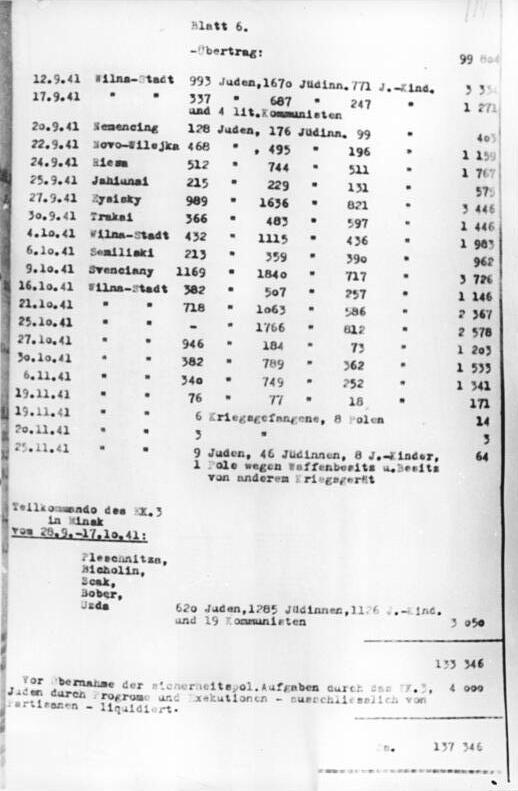
アインザッツグルッペン報告書の一つ、イェーガー報告書の一部。

このような計画とは別に、独ソ戦開始翌日1941年6月23日以降、進撃するドイツ軍に追随してハイドリヒの国家保安本部が組織した銃殺部隊アインザッツグルッペン（特別行動部隊）が戦線後方の占領地域に展開、時には現地ラトビア人・リトアニア人・ベラルーシ人の協力を得て、ユダヤ人住民を組織的に殺戮した。この一連の作戦において最も悲惨な例が、1941年9月29日・30日に起きたキエフ近郊バビ・ヤールでのユダヤ人大量殺害である。ユダヤ人は移住させるから集合せよとの布告で無警戒に集められ、入り組んだ地形を利用し先頭で行われる殺害を隠蔽、長い列になったユダヤ人3万7000人をアインザッツグルッペンが2日間で次々に射殺した。それ以降も同地は1943年8月まで使用されている。また、この大量殺害にはアインザッツグルッペンだけでなく武装親衛隊も関与し、8月1日にはヒムラーから武装親衛隊第二騎兵連隊に対して「すべてのユダヤ人を射殺し、ユダヤ人女性は沼へ駆り立てろ」という命令が下っている。8月3日には489名のユダヤ人を殺害させた武装親衛隊第8連隊のフリードリヒ・イェッケルン親衛隊中将が、戦争責任はユダヤ人にあり、ドイツ民族の生存を望まないユダヤ人は絶滅する必要があると演説している。
銃撃による大量殺害は、行う親衛隊員に過重な精神的負担を負わせた。たとえばオストログで8000人のユダヤ人が殺害された際に、10名から15名の隊員が任務に堪えられないと申し出ている。また、実際に銃殺を検分したヒムラーやアイヒマンも気分を悪くしたということも起きている。このことから、ヒムラーは他の殺害方法を検討するように命令した。アインザッツグルッペンB司令官アルトゥール・ネーベは、かつて障害者の安楽死政策T4作戦に関与していた親衛隊員を召還し、殺害方法についての実験を行わせた。爆薬による爆殺は時間がかかりすぎると判定されたものの、一酸化炭素によって殺害するガス車の実験や、9月18日には施設にガス室を設け、ツィクロンBによって精神障害者900人を殺害する実験が行われている。ガス車を開発したヴァルター・ラウフ親衛隊大佐は、これによって兵士たちが重圧から解放されたと証言している。
1950年代に親衛隊史についてまとめたハインツ・ヘーネは、アインザッツグルッペンによって500万人のユダヤ人が殺害されたとしているが、その後の研究では敗戦までの間に国防軍が占拠した地域のユダヤ人は400万人程度であり、うち150万人程度はソ連支配地域に逃れたと見られ、殲滅に直面したのは250万人と見られている。また、戦線後方でのこれらのことは、悲惨な出来事を見聞きしたドイツ国防軍上層部、あるいはショル兄妹事件のように一般のドイツ人の中にも政権に対する疑問を拡大させた。

### 東方追放政策の頓挫
8月15日にはベルリンの国民啓蒙・宣伝省で、ベルリンのユダヤ人7万人をどう「処理」するかという諸官庁とナチ党機関の代表者を集めた会議が行われた。ヨーゼフ・ゲッベルスはユダヤ人が戦争を阻害していると主張、一刻も早く東方に送ることを要求したが、配給食糧を減らすことが認められたのみであった。ゲッベルスはヒトラーにも同様の主張したが、結局ドイツ国内のユダヤ人にもポーランドのユダヤ人と同様の「黄色いユダヤ標章」をつけさせることのみが認められた。この措置は9月1日に開始されている。
一方で占領地に存在する親衛隊からは、ユダヤ人を「餓死させるよりも素早く片付ける」ことを要求する声が強まりつつあった。ロルフ＝ハインツ・ヘップナーはソ連占領地域にユダヤ人を送る「最終的解決」をアイヒマンに進言し、セルビア軍事当局も同様の要求を行っている。しかし戦況はそのような行動が許される状況ではなく、9月14日から9月15日にかけてヒトラーは、国内で争乱が予想される事態になった場合、強制収容所の生存者を一掃する必要があると述べている。また、ヘップナーもユダヤ人を給養しておく余裕がなくなると警告し、「餓死させるより素早く片付ける」べきとも提案している。9月17日にはヒトラーは大ドイツ国領域内のユダヤ人を東方に送る許可を出し、親衛隊もこれに従ったが、ユダヤ人を労働力として使用していた国防軍経済部などの経済当局や文民政府は難色を示した。また、受け入れ先となるウクライナを管轄していた東部占領地域省 (Reichsministerium für die besetzten Ostgebiete) もユダヤ人の受け入れを拒否した。このため、移送されたユダヤ人の多くは「受け入れ先」で銃殺などの形で「処分」された。

### ヴァンゼー会議と「ユダヤ人問題の最終的解決」

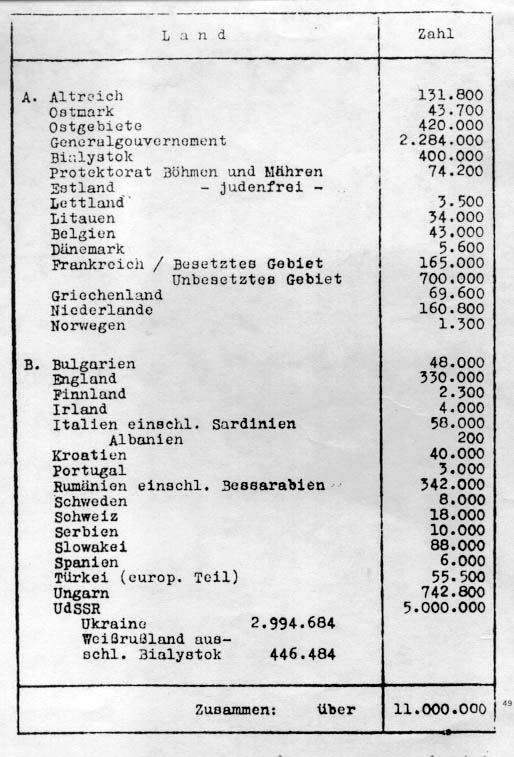
ヴァンゼー会議の議事録の一部

ヒムラーや、7月31日に「ドイツのヨーロッパ勢力圏におけるユダヤ人問題全面解決全権」とされた国家保安本部長官ラインハルト・ハイドリヒは「ユダヤ人問題の解決」に進展がないといらだちを募らせていた。
1942年1月20日、ベルリンの高級住宅地アム・グローセン・ヴァンゼーにある邸宅（現在ヴァンゼー会議博物館）で、ハイドリヒが主宰する関連省庁の次官級会議が開催された。そこでは「ヨーロッパのユダヤ人問題の最終的解決」について討議された。アイヒマンが作成したとされる議事録によると、会議でヨーロッパに住むユダヤ人1,100万人という数がハイドリヒによって確認され、その「最終的解決」が決定された。占領地域のユダヤ人を東方に送って労働させ、労働不能な者はテレージエンシュタットに送るというものである。これはユダヤ人を労働力として用いる中で、自然的淘汰を行うことを目的とするが、生き残った者はユダヤ人の頑強な核であるため、「相応に取り扱われなければならない」というものである。また、この会議では占領地域のみならず、イタリアなど同盟国や、ポルトガルなど中立国にいるユダヤ人の扱いも討議されている。アイヒマンによって作成された公式議事録には直接殺戮を意味する表現はまったく使われていないが、その他のナチ党関連文書においても使用されている「強制移住」「特別措置」などの語を大量殺戮を意味する隠語と解釈するのが通説である。
しばしばこのヴァンゼー会議がホロコースト決定を行ったと解釈されるが、次官級である彼らには政策を決定する権限はなかった。しかしこの会議はナチス・ドイツにおけるユダヤ人の追放政策が、労働可能なユダヤ人を搾取し、労働不能になった時点で殺害するという労働を通じた絶滅に転換したことを示すものと見られている。また、諸官庁の調整がついたことで、移送や受け入れなどの各措置がスムーズに行われるようになった。1月末、アイヒマンはこの会議こそが「最終的解決」のはじまりだと宣言している。また、3月からは殺害専門の絶滅収容所を設置してユダヤ人を効率的に殺害する「ラインハルト作戦」が始動し、ベウジェツ強制収容所、ソビボル強制収容所、トレブリンカ強制収容所の三つの絶滅収容所が稼働し始めた。

### ゲットー蜂起と強制移送の活発化
1942年7月19日に親衛隊全国指導者ヒムラーは強制移送の命令を下すが、その後わずか60日足らずでワルシャワ・ゲットーの住民30万人が強制収容所へ移送され、多くのゲットーは空になった。ユダヤ人たちは占領に対する抵抗活動を行うが、1943年4月19日より親衛隊少将ユルゲン・シュトロープの指揮下で第二次移送が行われることとなった。これに対してワルシャワ・ゲットー蜂起が起こるが、ドイツ軍によって鎮圧され、ワルシャワ・ゲットーは消滅した。残ったユダヤ人たちも収容所に移送され、ドイツ政府はこれを「東への移住」と呼んだ。
また、1943年にイタリアの休戦によってイタリア社会共和国が成立し、1944年3月19日のマルガレーテI作戦によってハンガリー王国がドイツの占領下となると、それまでユダヤ人を保護していたイタリアやハンガリーからのユダヤ人移送も開始された。中でも、アイヒマンが派遣されたハンガリーでのユダヤ人狩りは過酷であり、40万人に及ぶユダヤ人が移送された。ハンガリーに残存したユダヤ人にも虐殺が続けられ、総計56万4000人のユダヤ人が犠牲となっている。また、8月にはラインハルト作戦が終了し、3つの絶滅収容所は解体され、ユダヤ人の囚人たちは残らず処分された。

### 戦時中におけるホロコースト情報
ドイツはホロコーストについて一切公式の発表をしなかったが、ドイツ占領下にある地域のユダヤ人が大量に消息を絶ったことは連合国にも漏れ伝わっていた。1942年5月のニューヨーク・タイムズ紙はバルカン半島において10万人のユダヤ人が殺害されたと報道し、6月26日のボストン・グローブ紙はポーランドにおいて70万人以上のユダヤ人が殺害されたと報じた。また、ロンドンのポーランド亡命政府もユダヤ人殺害に抗議を行っている。6月29日には世界ユダヤ人会議が100万人以上のユダヤ人が殺害されていると発表し、ナチス・ドイツによる「ユダヤ人絶滅計画」の存在を訴えた。世界ユダヤ人会議の報告書を見たアメリカにおけるユダヤ人指導者の一人スティーヴン・サミュエル・ワイズは、国務次官補に救済を求めた。11月24日、国務省はワイズに報告書が正しいと認め、ワイズはこの報告書を公表し、ホロコーストがアメリカで公式に知られるようになった。この報道はアメリカのユダヤ人社会に衝撃を与え、かねてから高まっていたシオニズム運動、つまりパレスチナでのユダヤ人「コモンウェルス」建設の動きを加速させ、アメリカ政府による「イスラエル建国」承認につながることとなった。12月17日には西側連合国が「ドイツ政府がヨーロッパにおいて野蛮なユダヤ人絶滅政策を行っている」と公式に批判したが、国際世論に与えた影響はほとんどなかった。
ただし、これらの公的な動き以前に、ドイツ警察の無線を解読していたイギリスやアメリカにホロコーストに関する情報が渡っていたが、彼らがさまざまな事情からその阻止に動かなかったという指摘も行われている。また、ハンガリー占領後にはユダヤ人移送政策が明らかとなり、教皇ピウス12世、スウェーデン国王グスタフ5世、国際赤十字社連盟総裁などが非難・懸念をする声明を行っている。
ドイツ国内においては一般国民のおよそ三分の一が、ユダヤ人が大量に犠牲にされているという情報や噂を聞いていたとも言われている。たとえばスターリングラード攻防戦後には、「ユダヤ人大量虐殺の報復として、ソ連軍が捕虜を殺害する」という噂が流れている。大戦後に行われた市民に対する調査では、これらの「犯罪行為」をニュルンベルク裁判開始後にはじめて知ったという回答が全体の3分の2を占めた。
ユダヤ人関連団体の中にはユダヤ人を救出するため、ドイツと交渉する者もあった。ブダペスト・ユダヤ救済委員会は、100万名のユダヤ人を救出する見返りとしてトラック1万台などの物資提供を申し出た。アイヒマンはヒムラーの支持を受けこの交渉に乗ったが、ユダヤ救済委員会のメンバーが連合国によって拘束されたために交渉は頓挫した。

### 解放と終戦
1944年中頃には、「最終計画」はおよそ完成していた。ナチスが容易に手の届く範囲のユダヤ人社会は、ほぼ全て殲滅された。ポーランドではユダヤ人の約90%、フランスでは25%が殺害された。5月にヒトラーは、「ドイツ国内と占領領土におけるユダヤ人問題は解決した」と演説している。1944年後半になると、殲滅計画を続けることは難しくなった。ドイツ軍はソビエト連邦やバルカン半島・イタリアから撤退を余儀なくされ、同盟国の日本とイタリアも敗色が濃厚になった。ソ連軍が東ポーランドの強制収容所に接近すると、囚人はドイツ国内の収容所に移された。すでにドイツのインフラは崩壊寸前であり、ユダヤ人は収容所から収容所へ食料もなく冬の中を無理に徒歩で移動させられた（死の行進 (ホロコースト)）が、その過程でさらに10万人が犠牲となった。
収容者に比べて管理する親衛隊の看視兵数は非常に少なく、またしばしば敵機が飛来したことから戦況の悪化が収容者にも知られ、ソビボルとトレブリンカでは蜂起が発生したが、いずれも鎮圧された。トレブリンカではこのとき少数ながら脱走に成功する収容者が出たため閉鎖され、アウシュヴィッツ＝ビルケナウ強制収容所に統合された。その他の収容所も、アウシュヴィッツの収容能力が上がったため同様に統合された。東部占領地域の収容所は証拠を残さぬよう徹底的に破壊された。90万人の死体が埋められたはずのトレブリンカでは、埋葬地の痕跡さえ残っていない。1944年7月23日マイダネク強制収容所がソ連軍によって解放され、1945年1月27日アウシュヴィッツも解放された。アウシュヴィッツのガス室などの設備は前年の1944年10月に全て爆破されており、ソ連軍が到着した時、看視兵とともに移動できなかった病者や残留を希望した者など約7000人の収容者を除けば、大量虐殺の証拠はほとんど隠滅されていたと言われる。ベルゲンベルセンでは捕虜6万人が保護され、死体1万3000体が遺棄された状態で発見された。また、ダッハウ強制収容所を占領したアメリカ軍は、その凄惨さを見て看守たちを殺害するという事件が起きている（ダッハウの虐殺）。その後アメリカ軍は、強制収容所内部を地域住民に強制的に見学させた。

### 戦後の扱い
戦後におけるイスラエル建国も、ホロコースト被害者であるユダヤ人への同情が後押ししたという意見がある。戦後イスラエルや各国のユダヤ人は、ホロコーストに対する研究とホロコーストの広報活動を活発に行っている。ドイツの多くの町や村においては毎年11月9日に、かつてシナゴーグが存在した場所で追悼式典が行われている。アメリカ合衆国においては1978年の『ホロコースト 戦争と家族』の放送以降、特にホロコーストに対する関心が高まり、大統領がホロコーストの記憶を保ち続けるよう要請した。ジミー・カーター大統領は「ホロコーストに関する大統領諮問委員会」の設置を命じ、毎年「ホロコースト犠牲者を記憶する日」の式典が行われ、各地にホロコースト博物館が建設され、大学などでの講座も増加した。2005年には国際連合において、毎年1月27日を「ホロコースト犠牲者を想起する国際デー」とするという決定が行われている。同様にヨーロッパ各国にもホロコーストを記念する日が存在する。

## 犠牲者
犠牲者について正確な資料が残されていない。ドイツ降伏直前や収容所の解放直前、戦犯追及を恐れる関係者によって総括書類が破棄されたことが理由の一つとされる。ソ連・ポーランド・ハンガリー・チェコスロヴァキア・ルーマニアといった東ヨーロッパの国々に犠牲者数が多い。一方で古い調査はプロパガンダもあり、被害者数が大きく見積もられる傾向もあった。また、ソ連は自国が行った大量殺戮事件であるカティンの森事件、ヴィーンヌィツャ大虐殺もドイツの犯行であると主張していたが、ニュルンベルク裁判では証拠不十分で告発されていない。著名な犠牲者はCategory:ホロコースト犠牲者、収容されたものの死を免れた者についてはCategory:ホロコースト生還者参照。

### ドイツ側の資料
残存するドイツ側の資料としては、親衛隊の統計監察官であったリヒャルト・コルヘアが提出した資料があり（コルヘア報告）、これによると1943年3月末までに250万人のユダヤ人が殺害されたとされている。また、アインザッツグルッペン報告書を統計すると、アインザッツグルッペンが1943年5月の時点で53万5000人を殺害していることが明らかである。しかし戦争後期の犠牲者の数を推測するのは困難である。
また、アイヒマンは1944年にヴィルヘルム・へトゥル親衛隊中佐に対し、400万人のユダヤ人が強制収容所で、200万人がその他の方法で殺害されたと語っている。また、ヘトゥルの同僚ディーター・ヴィスリーツェニーは、アイヒマンが400万名という数字をよくあげ、時には500万人といっていたとしている。この二人は後にニュルンベルク裁判で証言を行っている。

### 推計犠牲者数
ニューヨーク・ユダヤ人問題研究所は、戦前に950万人であったヨーロッパユダヤ人が1945年には310万人となっており、亡命者60万人を差し引いた580万人が犠牲になったと推計している。『ホロコースト百科事典』は各国の専門家の統計を合計し、559万5000人から586万人という数字をあげている。芝健介は、600万人は下らないであろうと見ている。
ラウル・ヒルバーグは、600万という一般的な数字より100万人ほど少ない510万人のユダヤ人犠牲者という数字を提示している。ジェラルド・ライトリンガー（英: Gerald Reitlinger）は、ユダヤ人犠牲者の数は420万人から470万人と推定した。

#### 各国別推計
マーティン・ギルバートは、戦前と戦後期のユダヤ人人口を比較して、1982年にホロコースト犠牲者の分布地図を作成した。ギルバートが推定した合計犠牲者は575万人である。最も犠牲者が多い地域はポーランドであり、およそ300万人が犠牲になったと言われる。ドイツの占領下にあった地域で最も犠牲者が少ないのはデンマークであり、7000人のデンマークユダヤ人のうち約99％がホロコーストから逃れることが出来た。これはドイツの占領責任者であったヴェルナー・ベストが極めて融和的な政策をとり、親衛隊のユダヤ人狩りにおいても情報を漏らすなどして、ホロコーストに非協力的な姿勢を取ったためである。
| 国と地域                 | 推定犠牲者数 | 関連記事                           |
| ------------------------ | ------------ | ---------------------------------- |
| ドイツ本国               | 160,000      | ドイツにおけるホロコースト         |
| オーストリア             | 65,000       | オーストリアにおけるホロコースト   |
| チェコスロバキア         | 217,000      |                                    |
| メーメル（現クライペダ） | 8,000        |                                    |
| 自由都市ダンツィヒ       | 1,000        |                                    |
| ポーランド               | 3,000,000    | ポーランドにおけるホロコースト     |
| デンマーク               | 77           | デンマークにおけるユダヤ人の救出   |
| ノルウェー               | 728          | ノルウェーにおけるホロコースト     |
| ルクセンブルク           | 700          | ルクセンブルクにおけるホロコースト |
| ベルギー                 | 24,387       | ベルギーにおけるホロコースト       |
| オランダ                 | 106,000      | オランダにおけるホロコースト       |
| フランス                 | 83,000       | フランスにおけるホロコースト       |
| ユーゴスラビア           | 60,000       | ユーゴスラビアにおけるホロコースト |
| マケドニア               | 71,222       |                                    |
| ギリシャ                 | 65,000       | ギリシャにおけるホロコースト       |
| クレタ島                 | 260          |                                    |
| コス島                   | 120          |                                    |
| ロドス島                 | 1,700        |                                    |
| イタリア領リビア         | 562          |                                    |
| ルーマニア               | 40,000       | ルーマニアにおけるホロコースト     |
| トラキア                 | 4,221        |                                    |
| ブルガリア               | 11,000       | ブルガリアにおけるホロコースト     |
| ソビエト連邦             | 1,000,000    | ソビエト連邦におけるホロコースト   |
| ブコヴィナ               | 124,632      |                                    |
| ベッサラビア             | 200,000      |                                    |
| リトアニア               | 135,000      | リトアニアにおけるホロコースト     |
| ラトビア                 | 80,000       | ラトビアにおけるホロコースト       |
| エストニア               | 1,000        | エストニアにおけるホロコースト     |
| フィンランド             | 11           |                                    |
| イタリア                 | 8,000        | イタリアにおけるホロコースト       |
| アルバニア               | 200          | アルバニアにおけるホロコースト     |
| ルテニア                 | 60,000       |                                    |
| 北トランシルヴァニア     | 105,000      |                                    |
| ハンガリー               | 200,000      | ハンガリーにおけるホロコースト     |

## 死因

### 労働を通じた絶滅
ドイツにおいては強制収容所の囚人や、戦時捕虜などが強制労働に従事させられ、私企業にもその労働力が提供されるなど、経済面でこそ重要な価値を持っていた。1942年3月3日、親衛隊経済管理本部長官オズヴァルト・ポール親衛隊大将は「労働力の搾取は、労働が最も高い生産性に達するよう、可能性の限界まで押し進められなければならない」と言う指令を発し、強制労働はいよいよ苛酷なものとなった。また、ゲッベルスも「労働を通じた抹殺こそは、最も優れた、最も生産的な方法である」と賞賛している。ユダヤ人の扱いは戦時捕虜であったロシア人の扱いよりもさらに苛酷なものであり、日常的な殴打や殺害が横行した。フロッセンビュルク強制収容所では、日曜日の朝の食事がラード20グラムであったという。各収容所では飢餓・虐待・病による数万人単位の犠牲者をそれぞれ出している。ポーランド当局の統計によると、マイダネク強制収容所の囚人50万人のうち、20万人が死亡し、死因の6割は飢餓・病気・衰弱・拷問であり、後の4割がガス殺や銃殺であるとしていたが、マイダネク博物館は、死亡者の大幅な下方修正を行っており、2024年2月現在、マイダネク博物館の公式発表によれば、犠牲者数は8万人であり、うちユダヤ人は6万人としている。

### 銃殺
ユダヤ人の銃殺は収容所や後述する「死の行進」などあらゆる場面で行われたが、特に多くのユダヤ人が犠牲になったのが独ソ戦開始後の大量銃殺である。1941年6月22日に独ソ戦が始まると、ドイツは破竹の勢いで進撃し、広大なソ連領土を占領下に置いた。ドイツの占領下に入った地域ではアインザッツグルッペン（特別行動部隊）と呼ばれた銃殺部隊を中心に、武装親衛隊によっても銃殺を用いた虐殺が行われた。この大量銃殺の犠牲者は1941年末までに50万人から80万人、最終的には130万人に達するとされているが、実際には誇張されており、半分以下の約56万人であるという説もある。

### ガス殺
毒ガスが虐殺の手段として利用されたのはホロコーストが初めてではなく、T4作戦では一酸化炭素を用いたガス殺が行われていた。当初、ホロコーストの主な殺害方法は大量射殺であったが、実行者の心理的負担が大きいことから他の殺害方法が検討されることになり、1941年9月には一酸化炭素および青酸ガスを用いたガス殺実験が行われている。ホロコーストのガス殺では主に一酸化炭素と青酸ガスが用いられた。ガス殺が初めて本格的に用いられたのは最初の絶滅収容所として1941年12月に稼働したヘウムノ強制収容所で、収容所には一度に150人を殺害できるガストラックが3台配備されていた。このガストラックはトラックの排気ガスを密閉した車内に引き込んで一酸化炭素中毒を発生させる移動式のガス殺装置であった。その後ラインハルト作戦により3つの絶滅収容所が設置されるが、3つの収容所はいずれも一酸化炭素を用いる固定式のガス室を備えていた。一方、アウシュヴィッツ＝ビルケナウ強制収容所では一貫してツィクロンB（青酸ガスを発生させる殺虫剤の商標）がガス殺の手段として用いられた。同収容所には効率的な殺害を行うためにガス室と遺体焼却炉を一体化させた施設「クレマトリウム（Krematorium、火葬場）」が複数建設され、最大で1日8000人に及ぶ殺害が可能であった。

### 人体実験
一部の収容所では、収容者に対して実験が行われたことで知られる。多くの被験者は死亡するか、重篤な後遺症に苦しんだ。このような行為に携わった医師としてはヨーゼフ・メンゲレが著名である。双子についての実験も行われていた。

### 死の行進
戦争後期になると交通事情は逼迫しており、ソ連軍が迫った収容所にいたユダヤ人たちは、ドイツ勢力圏内の収容所まで徒歩で移動することを強いられた。彼らは休息や栄養も与えられず、悪路を休み無く歩かされた。

## ホロコーストを免れたドイツのユダヤ人
亡命せず、国内に残留したユダヤ人がすべて収容所に送られたわけではなかった。国際的な哲学者カール・ヤスパースの妻ゲルトルートなど、迫害を受けながらも収容所送りを辛うじて免れた者もいる。当時健在であった作曲家リヒャルト・シュトラウスの息子の妻はユダヤ人であったが、妻本人もその子供、リヒャルトの孫も強制収容所に送られることはなかった。それについては伝説的な大作曲家であるリヒャルト・シュトラウスの名声をナチスがはばかったためとも、リヒャルトがナチスに協力した代償とも言われている。また、ヒトラーの料理人を務めていたマレーネ・フォン・エクスナーの家族は、アーリア人認定を受けて収容所送りを免れた。

## 絶滅収容所
ドイツ国内には、すでに戦前からダッハウ強制収容所やザクセンハウゼン強制収容所などの強制収容所が存在したが、それらの収容所は当初は比較的小規模であり、政治的敵性分子や西側の捕虜などが比較的多く収容されていた。のちに収容者たちの労働によって拡張され、ユダヤ人だけでなく、ロマ人その他の人々が雑多に収容され、収容者はのべ20万人を超えることになる。特にダッハウは、薬草農園労働と生体医学実験で有名である。同地には43年に「バラックX」と呼ばれる死体焼却炉付きガス室が建設されたが、完成せず実用には至らなかったと言われる。
絶滅を目的とした収容所としては、1942年からアウシュヴィッツ＝ビルケナウ強制収容所・トレブリンカ強制収容所・マイダネク強制収容所・ベウジェツ強制収容所・ソビボル強制収容所などの収容所が次々と完成し、ゲットーや占領地域から多くのソ連兵捕虜・ユダヤ人が送り込まれた。アウシュヴィッツ＝ビルケナウ強制収容所には大規模な軍需工場が付置され、多くの付属収容所を従えた一大生産基地を形成していた。その他の多くの収容所は僻地に建設され、収容者数も多くなかった。ラインハルト作戦と呼ばれるポーランド＝ユダヤ人絶滅作戦に沿って作られた収容所では、ほぼ全員が直接ガス室に送り込まれたとされる。とくにトレブリンカ強制収容所の犠牲者は群を抜いて多く、およそ90万人がそこで殺されたという。

### アウシュヴィッツの死亡者数
ホロコースト史家のラウル・ヒルバーグは「… 私が言えるのは、初期のアウシュビッツに西側の調査員がいたという話を知らないということです」と述べている。
ニュルンベルク裁判ではソ連検察が「アウシュヴィッツで400万人が死亡した」と主張したが、現在広く認められているアウシュヴィッツ収容所の犠牲者数は、110万人である。

### マイダネクの死亡者数
1944年8月にソ連がマイダネクを解放した直後に発表した犠牲者数は200万人であったが、現在のマイダネク収容所での犠牲者数は、マイダネク国立博物館の公式サイトによると8万人である。

## ホロコースト裁判
戦後のニュルンベルク裁判で、ホロコーストの審理が行われ始めたのは1946年2月8日以降であった。国家保安本部長官であったエルンスト・カルテンブルンナーの弁護人は、彼がアウシュヴィッツを訪れておらず、従ってホロコーストを知らなかったということを立証しようとして、アウシュヴィッツ収容所長ルドルフ・フェルディナント・ヘスを証人として法廷に招致した。4月26日、証人台に立ったヘスは、アウシュヴィッツの実態や、ホロコーストの命令がヒムラーの直接命令であり、その命令はヒトラーの命令に基づいていたと証言した。これまでの審理でホロコーストの存在を知らないと証言していたカルテンブルンナーやヘルマン・ゲーリングに対する致命的な反証もあり、両者の有罪につながった。ニュルンベルク継続裁判のポール裁判やIG・ファルベン裁判でもヘスは証言を行い、「ツィクロンB」の製造や使用に関わった人々が有罪となった。
また、1961年4月11日からイスラエルで行われ、アドルフ・アイヒマンを裁いた「アイヒマン裁判」は、広く世界の注目を集めた。1963年12月20日から1965年8月10日までフランクフルトで行われたフランクフルト・アウシュビッツ裁判では、ホロコーストに関わった収容所の幹部ロベルト・ムルカ（de:Robert Mulka）らをドイツ人自身によって裁いた。この裁判はニュルンベルク裁判において裁かれなかったナチスの過ちに対する責任が問われたことがきっかけで行われた。

## ホロコースト研究

### 発生要因
ホロコーストがなぜ起こったかということはホロコースト研究の中でも重要な争点である。この研究はナチ体制の意志決定についての考察を深めることになった。
ヒトラー自身が反ユダヤ主義的意志やイデオロギーによって、ホロコーストを最初から目指していたという考えは「ヒトラー自図派」や「プログラム派」と呼ばれる。マルティン・ルターやリヒャルト・ワーグナーなどの反ユダヤ主義の系譜がホロコーストにつながったという考えも広義の意図派にふくめられる。また、ダニエル・ゴールドハーゲンはナチスではない一般のドイツ人もユダヤ人絶滅を意図していたと主張し、激しい論争を呼んだ。この説は1970年代中頃までは中心的な学説であった。
一方でナチスのユダヤ政策は紆余曲折があり、独ソ戦という状況下で党や政府の官僚機構がユダヤ人政策を模索する中で、ホロコースト政策に行き着いたという考え方は「構造派」と呼ばれる。この考えは1977年にマルティン・ブロシャートが唱えたものであり、ホロコースト研究の流れを大きく変えた。その後は各組織を大きく評価するブロシャートの説に対して、ヒトラー自身をもっと大きく評価するべきであるという新しい構造派とも呼ばれる説も出ている。

### 最終的解決の決定時期
構造派の中では最終的解決が政策として決定された時期について見解は分かれている。ヘルムート・クラスニックは1941年3月、セバスティアン・ハフナーは1941年12月を決定の時期と見ている。また、ハンス・モムゼンのように、決定は行われず、ユダヤ人政策が進展する中で絶滅政策に進化していったという累積的急進化という考え方もある。ラウル・ヒルバーグも一歩先以上を考えられない官僚組織が、行政の仕事として一歩一歩絶滅政策へと進んでいったとし、ホロコーストの全体像を構築するものはなかったとしている。

## ホロコースト否定論
戦後にホロコーストの存在が広く知られるようになると、その実在や規模を否定あるいは疑問視する者が多く現れた。このような主張をする人々は、「ホロコースト否認（否定）」、あるいはより広い意味を包含する目的で「ホロコースト修正主義 (Holocaust revisionism) 」と呼ばれている。主にホロコーストに否定的あるいは懐疑的な者達は自らを「ホロコースト修正主義」と呼び、それらの主張に対して批判的な者達は「ホロコースト否認」と呼ぶ場合が多い。日本でこうした立場から本を出版している西岡昌紀や木村愛二、文教大学教授の加藤一郎らは、「ホロコースト見直し論」という訳語を使っている。日本においてホロコースト否認論への批判者は、「ホロコースト否定論」と呼ぶことが多い。

## 「ガス室＝燔祭」説
フランスの作家アンドレ・フィギュラスは、「第二次世界大戦中のユダヤ人の虐殺は、想像を絶する犠牲を払う代わりに戦後のユダヤ人の薔薇色の未来と世界支配を確実にするために一部のユダヤ人が企てた、壮大な規模の生贄――厳密にいえば燔祭と呼ばれるユダヤ教の宗教儀式――であり、ナチスはその実行役だったのだ」とする仮説を1996年に唱えている。

## ホロコーストの記憶
現在のアウシュヴィッツなどの収容所はホロコーストの悲劇を記憶するための記念施設として運営され、世界各地にヤド・ヴァシェムなどのホロコーストについての展示を行う博物館が建てられるなど、ホロコーストを記憶するための努力が続けられている。

### ドイツ公文書の一般公開
2006年5月16日、ルクセンブルクで開催されたドイツを含む関係国11か国と赤十字国際委員会（ICRC: The International Committee of the Red Cross）による年次総会で、ナチス政権下におけるドイツ政府の公文書を一般公開することで合意し、2007年11月28日に公開されて以降、研究者が自由にアクセスできるようになっている。この文書は最大5000万件にも達するもので、アメリカ、ポーランド、ドイツ、イスラエルを始めとした11か国とICRCがドイツ中部のバート・アーロルゼンにある国際追跡事業という名前の公文書館で共同で管理している。
公文書には強制収容所に収容された人々約1750万人の個人情報が、収容された経緯やその後の処置なども含めて詳しく記載されているものがある。
同公文書は、ドイツの行為の直接被害を受けた者あるいはその遺族だけが特別に閲覧を許されてきた。同公文書館には毎年15万件もの問い合わせがあったというが、一般閲覧できる資料が限られていたため、研究者にとっては調査の障害となっていた。
ドイツ政府は国家賠償問題が新たに発生することを懸念して、プライバシー保護を建前としてこれまで一般公開を拒んできたが、その他のITS管理者、つまり関係10か国と赤十字国際委員会は一般公開を希望していた。アメリカやフランスなど関係国の圧力と、戦後60年という歳月が流れた事実が、ドイツが一般公開を受け入れることになった要因となったとされる。

### ホロコースト記念碑
2005年5月12日、ベルリンのブランデンブルク門の南に「虐殺されたヨーロッパのユダヤ人のための記念碑 Denkmal für die ermordeten Juden Europas」（通称ホロコースト記念碑）が一般公開された。当初はユダヤ人に限定するのか、それとも戦争犠牲者、ロマ、同性愛者、強制労働者、障害者などのナチスの犠牲者全体を対象とするかで議論されたが、最終的に対象をヨーロッパのユダヤ人に限定することが可決し、その他の犠牲者については別々に記念碑が作られることになった。

### 一般大衆におけるホロコーストの認知度
近年、一般大衆におけるホロコーストへの認知が低下していることが問題視されている。イギリスでは聞き取り調査の結果、大人の20人に1人が「ホロコーストは起きなかった」と考えており、12人に1人は「ホロコーストの死者数が誇張されている」と考えていることが明らかになった。
日本でも、SNSで「アウシュヴィッツを知らない」東大生の存在が話題に上がるなど、ホロコーストの認知度が低下してきている。
イスラエルにおいても、ホロコーストの実在を疑問視するアラブ系イスラエル人が増加している。ハイファ大学が2009年に行った調査では、ホロコーストは実在しなかったと信じるアラブ系イスラエル人は40.5%にのぼり、2006年の調査時の28%を大幅に上回った。

## 現在の政治問題

### イスラム世界における認識
イスラム世界では、ホロコーストに対するユダヤ人への同情論が結果的にシオニズムの容認とパレスチナからのパレスチナ人追放へとつながったとする反発から、ホロコーストを否定又は過小評価しようとする意見も根強い。特にエジプトは、ファールーク1世王当時から親ナチだった。2005年にイランのアフマディネジャド大統領が「ホロコーストはなかった」と発言。2006年12月にはイランでホロコーストをイスラエルなどの捏造だと考える世界の歴史研究者が集まり会議が開かれ、欧米諸国は言論を弾圧しデマで真実を覆い隠していると非難声明を出した。

### 被害者の銀行預金の払戻し請求
イスラエル最大の銀行であるレウミ銀行は、ロンドンのユダヤ植民地銀行の子会社の後身で、戦後のイスラエル銀行設立前はイスラエルの中央銀行の役割も果たしていたが、2001年、約13000件のホロコースト被害者の口座を預かっていることが発見されておりながら、生還者には行うことが困難な返還請求手続が設けられており払戻が停滞していた。2007年、被害者の銀行口座を捜索して賠償金を請求し、生還者や遺族に賠償をするための会社（The Holocaust Restitution Company of Israel）が設立され、トーラー及びイスラエル法で紛失物返還義務を定めたハシャヴァト・アヴェダ法に基づき、ハシャヴァと呼ばれている。ホロコーストの被害者の4分の1は貧困レベル以下の生活を強いられていたところ、2011年3月、レウミ銀行はハシャヴァに1.3億シェケル（約25億円）を支払って和解した。ハシャヴァの活動は現在も続いている。

### イスラエル・パレスチナ紛争
2008年2月29日、イスラエルのマタン・ヴィルナイ国防副大臣は、パレスチナ過激派のハマースによるロケット弾攻撃に対して、「カッサムロケット弾がさらに撃ち込まれ、遠くまで着弾するようになれば、パレスチナ人はわが身のうえに大規模な השואה（shoah、ショアー）を引きよせることになるだろう。というのは、我々は防衛のために全力を使うからだ。」 と述べ、「ショアー」という表現をあえて使った。この発言について、イタン・ギンツブルグ国防副大臣などは「ショアーは災害を表す普通名詞で、ジェノサイド（大量虐殺）を意味しない」 と火消しした（パレスチナ問題も参照）。
イスラエルによるパレスチナへの攻撃に対し、パレスチナ側などから「イスラエルによるホロコースト」という批判を受けている。ヴィルナイ発言は、その批判に拍車を掛けることになった。
2014年のガザ侵攻では、オランダ人男性がイスラエル政府に授与された「諸国民の中の正義の人」称号を返上した事件があった。家族で戦時下にユダヤ人少年2人を危険を冒してかくまったことに対して、戦後イスラエル政府が授与した物であった。しかし、この男性の甥の娘がガザ地区のパレスチナ人に嫁ぎ、イスラエル国防軍の攻撃で一家6人が殺害されたため、抗議のためにイスラエル大使館に出向き、称号とメダルを返上した。男性は『ハアレツ』紙の取材に、「イスラエル国家に授与された名誉を持ち続けることは、（ユダヤ人を保護するため）人生を危険を冒した、勇敢な母に対する侮辱になる」と答えた。

### ホロコーストのパレスチナ人煽動論
イスラエルなどでは、「ホロコーストはパレスチナ指導者のアミーン・フサイニーがヒトラーを唆した」あるいは「フサイニーはヒトラーの共犯者」という主張が行われている。
イスラエルのネタニヤフ首相は、2012年にクネセト（国会）で、ヒトラーはユダヤ人の追放を望んでいただけであり、パレスチナ指導者のアミーン・フサイニーに虐殺を唆されたと主張した。ネタニヤフは同様の主張をその後も続けた。
ネタニヤフはさらに2015年10月20日、世界シオニスト機構で次のように述べた。「ヒトラーはユダヤ人を一度に絶滅させるつもりは無かった。ユダヤ人の追放を望んでいただけでした。しかし、大ムフティーであるアミーン・フサイニーはヒトラーに言った、『あなたがかれらを追放した場合、また（復讐しに）来るでしょう』、ヒトラー『私達はどうすべきか』『焼き尽くせ』。これはアミール・フサイニーが言った物です」。
フサイニーがヒトラーと会談したことは事実である。しかし、フサイニーとヒトラーの会談は1941年11月であり、同年9月にはヒトラー政権によって、キエフ郊外のバビ・ヤールで3万人を超すユダヤ人の虐殺が行われていた（バビ・ヤールの虐殺）。「ヒトラーはユダヤ人の追放を望んでいただけ」とするネタニヤフの主張の根拠は不明である。『ハアレツ』のChemi Shalev記者は、「これがもしネタニヤフでなければ、サイモン・ウィーゼンタール・センター、ADL（名誉毀損防止同盟）、ヤド・ヴァシェムらはすでにホロコースト否定論だと叫んでいただろう」とネタニヤフを批判した。また『ハアレツ』はヴォルフガング・G・シュヴァニッツとバリー・ルビンの"Nazis, Islamists, and the Making of the Modern Middle East"を引き、ネタニヤフが主張するようなヒトラーとフサイニーのやりとりはそもそも無く、ヒトラーがユダヤ人絶滅を決意したのは会談前と指摘した。しかし一方で、アメリカのシンクタンク「中東フォーラム」によると、同フォーラム所属のシュヴァニッツは、「アル・フサイニーがアドルフ・ヒトラーとホロコーストの中で重要な役割を果たした共闘者であり、共犯者であったことは歴史的事実である」と主張した。ただし、ネタニヤフが主張したような二人のやりとりはなかったという。また、ヤド・ヴァシェムの主任歴史家ディナ・ポラトは、フサイニーがヒトラーに「中東での最終的解決」を望んだことは間違いでは無いとした。しかし、ヒトラーがフサイニーに唆されて初めてユダヤ人虐殺を決意したという主張は「すべての点で完全に間違っている」「ヒトラーは最終的解決を促すために、誰も必要としなかった」と指摘した。
ネタニヤフの一連の発言に対し、相次いで批判が行われた。パレスチナ解放機構のサエブ・アリカット事務総長は、「イスラエル政府の指導者が、隣人をあまりに憎むあまり、ユダヤ人600万人を殺した史上最大の極悪人さえ免罪してもかまわないという。歴史の上で悲しい日だ」と声明を発表した。国際連合のファルハン・ハク報道官は、10月21日の記者会見で「ホロコーストがナチス以外のパレスチナ人やイスラム教徒に触発されたものだという主張は全く論外だ」と述べた。同日、ドイツのアンゲラ・メルケル首相はネタニヤフとの共同記者会見で、「この問題について歴史認識を変える必要性を感じていない。われわれはドイツとして『ショーア（ショアー）』に対する自分たちの責任を受け入れている」と事実上ネタニヤフ発言を否定し、ネタニヤフも「ホロコーストはヒットラーの責任だったと誰も否定してはならない」と述べた。

## ホロコースト関連作品

### 書籍
- アンネの日記 - アンネ・フランク
- 夜と霧 - ヴィクトール・フランクル（みすず書房）
- ショアー - クロード・ランズマン（作品社）
- ゼルマの詩集 強制収容所で死んだユダヤ人少女 - ゼルマ・ミーアバウム＝アイジンガー著、岩波書店、1986年12月(ISBN 4-00-500119-X)
- レナの約束 レナ・K. ゲリッセン, ヘザー・D. マカダム著、古屋美登里 訳、清流出版、中央公論新社、1996年11月(ISBN 978-4916028303)
- ハンナのかばん アウシュビッツからのメッセージ - カレン・レビン著、石岡史子 訳、ポプラ社、2002年7月(ISBN 4-591-07309-2 (ハンナ・ブレイディに関して)
- 『マウス――アウシュヴィッツを生きのびた父親の物語』 - ホロコーストを描きピューリッツァー賞を受賞した漫画作品
- 暗闇の中で マーリオン・ザームエルの短い生涯1931−1943 - ゲッツ・アリー（英語版、ドイツ語版）著、三修社、2007年7月(ISBN 4-384-04073-3)
- ジャック・デロシュの日記―隠されたホロコースト - ジャン・モラ（Jan Mora）著、岩崎書店、2007年6月
- ハンナの戦争 - ギオラ・A・プラフ（Giora A. Praff）著、ミルトス、2011年5月(ISBN 978-4-89586-151-9)
- 私はホロコーストを見た 黙殺された世紀の証言 1939-43（上・下）- ヤン・カルスキ(en:Jan Karski)著、吉田恒雄訳、白水社、2012年9月（ISBN 978-4-560-08234-8 ISBN 978-4-560-08235-5）
- ショアーの歴史 ユダヤ民族排斥の計画と実行 - ジョルジュ・ベンスサン著、白水社(文庫クセジュ）、2013年8月(ISBN 978-4-560-50982-1)

### 映画
- 殺人者は我々の中にいる - 1946年、ドイツ
- アウシュウィツの女囚 - 1948年、ポーランド
- アンネの日記 - 1959年、アメリカ
- ユダヤ六〇〇万の虐殺者 アイヒマン追跡作戦 - 1961年、アメリカ
- パサジェルカ - 1963年、ポーランド
- 裸で狼の群のなかに - 1963年、東ドイツ
- 悲しみは星影と共に - 1965年、イタリア
- 悲しみの青春 - 1971年、イタリア
- 愛の嵐 - 1974年、イタリア
- オデッサ・ファイル - 1974年、イギリス
- パリの灯は遠く - 1976年、フランス・イタリア
- マラソンマン - 1976年、アメリカ
- ブラジルから来た少年 - 1978年、アメリカ
- ソフィーの選択 - 1982年、アメリカ
- ワンゼイ湖畔の秘密会議 - 1984年、西ドイツ
- さよなら子供たち - 1987年、フランス・西ドイツ
- 生きるために - 1989年、アメリカ
- ミュージックボックス - 1989年、アメリカ
- コルチャック先生 - 1990年、ポーランド・西ドイツ
- 僕を愛したふたつの国/ヨーロッパ ヨーロッパ - 1990年、ドイツ・フランス・ポーランド
- 鯨の中のジョナ - 1992年、イタリア・イギリス
- シンドラーのリスト - 1993年、アメリカ
- レ・ミゼラブル - 1995年、フランス
- 審判 - 1995年、アメリカ
- ベント/堕ちた饗宴 - 1997年、イギリス
- ライフ・イズ・ビューティフル - 1998年、イタリア
- ビザと美徳 - 1998年、アメリカ
- 暗い日曜日 - 1999年、ドイツ・ハンガリー
- 太陽の雫 - 1999年、ドイツ・オーストリア・ハンガリー・カナダ
- 聖なる嘘つき - 1999年、アメリカ
- ふたりのトスカーナ - 2000年、イタリア
- 名もなきアフリカの地で - 2001年、ドイツ
- 神に選ばれし無敵の男 - 2001年、ドイツ・イギリス
- ぼくの神さま - 2001年、アメリカ
- 灰の記憶 - 2001年、アメリカ
- 謀議 - 2001年、アメリカ・イギリス
- バティニョールおじさん - 2002年、フランス
- 戦場のピアニスト - 2002年、フランス・ドイツ・ポーランド・イギリス
- アンナとロッテ - 2002年、オランダ・ルクセンブルク
- ホロコースト アドルフ・ヒトラーの洗礼 - 2002年、フランス・ドイツ・ルーマニア・アメリカ
- 戦火の奇跡 ユダヤを救った男 - 2002年、イタリア
- ワルシャワ・ゲットー 〜ユダヤ人強制隔離居住区〜 - 2005年、スウェーデン
- ブラックブック - 2006年、オランダ・ドイツ・イギリス・ベルギー
- ヒトラーの贋札 - 2007年、ドイツ・オーストリア
- ミーシャ/ホロコーストと白い狼 - 2007年、ベルギー・フランス・ドイツ
- ディファイアンス - 2007年、アメリカ
- ヒトラーの審判 〜アイヒマン、最期の告白〜 - 2007年、イギリス・ハンガリー
- 縞模様のパジャマの少年 - 2008年、イギリス・アメリカ
- 善き人 - 2008年、ドイツ・イギリス
- 愛を読むひと - 2008年、アメリカ・ドイツ
- アンネの追憶 - 2009年、イタリア
- 黄色い星の子供たち - 2010年、フランス
- ミケランジェロの暗号 - 2010年、オーストリア
- サラの鍵 - 2010年、フランス
- あの日 あの時 愛の記憶 - 2011年、ドイツ
- ソハの地下水道 - 2011年、ポーランド・ドイツ・カナダ
- ハンナ・アーレント - 2013年、ドイツ・ルクセンブルク・フランス
- ふたつの名前を持つ少年 - 2013年、ドイツ・フランス
- 顔のないヒトラーたち - 2014年、ドイツ
- サウルの息子 - 2015年、ハンガリー
- 手紙は憶えている - 2015年、カナダ・ドイツ
- 黄金のアデーレ 名画の帰還 - 2015年、イギリス・アメリカ
- 杉原千畝 スギハラチウネ - 2015年、日本
- アイヒマン・ショー/歴史を映した男たち - 2015年、イギリス
- アイヒマンを追え! ナチスがもっとも畏れた男 - 2015年、ドイツ
- 少女ファニーと運命の旅 - 2016年、フランス・ベルギー
- 否定と肯定 - 2016年、イギリス・アメリカ
- 検事フリッツ・バウアー ナチスを追い詰めた男 - 2016年、ドイツ
- ユダヤ人を救った動物園 〜アントニーナが愛した命〜 - 2017年、イギリス・アメリカ
- ふたつの名前を持つ少年 - 2018年、ポーランド
- オペレーション・フィナーレ - 2018年、アメリカ
- 異端の鳥 - 2019年、チェコ、ウクライナ
- ジョジョ・ラビット - 2019年、アメリカ
- 17歳のウィーン フロイト教授人生のレッスン - 2019年、ドイツ・オーストリア
- ヒトラーに盗られたうさぎ - 2019年、ドイツ
- 天才ヴァイオリニストと消えた旋律 - 2019年、イギリス・カナダ・ハンガリー・ドイツ
- アーニャは、きっと来る - 2020年、イギリス・ベルギー
- ホロコーストの罪人 - 2020年、ノルウェー
- 復讐者たち - 2020年、ドイツ・イスラエル
- アウシュヴィッツ・レポート - 2020年、スロバキア・チェコ・ドイツ・ポーランド
- 沈黙のレジスタンス ユダヤ孤児を救った芸術家 - 2020年、アメリカ・イギリス・ドイツ
- ヒトラーのための虐殺会議 - 2022年、ドイツ
- 関心領域 - 2023年、アメリカ・イギリス・ポーランド
- 6月0日 アイヒマンが処刑された日 - 2023年、イスラエル・アメリカ
- ブルータリスト - 2024年、アメリカ・イギリス・ハンガリー

### ドキュメンタリー映画
- 夜と霧 - 1955年、フランス
- SHOAH ショア - 1985年、フランス
- スペシャリスト 自覚なき殺戮者 - 1999年、イスラエル・フランス・ドイツ・オーストリア・ベルギー
- ホロコースト 救出された子供たち（英語版） - 2000年、アメリカ・イギリス
- 敵こそ、我が友 〜戦犯クラウス・バルビーの3つの人生〜 - 2008年、フランス
- 奇跡の教室 受け継ぐ者たちへ - 2014年、フランス

### テレビドラマ
- ホロコースト 戦争と家族（英語版） - メリル・ストリープ主演。

### 絵画
- ホロコーストの遺品 - 村田茂樹

## 関連文献
- ラウル・ヒルバーグ『ヨーロッパ・ユダヤ人の絶滅（上・下）』望田幸男、原田一美、井上茂子訳、柏書房、1997年11月。ISBN 4760115153。
- ウォルター・ラカー『ホロコースト大事典』井上茂子、木畑和子、芝健介、長田浩彰、永岑三千輝、原田一美、望田幸男訳、柏書房、2003年10月。ISBN 4760124136。
- マイケル・ベーレンバウム『ホロコースト全史』石川順子、高橋宏訳、創元社、1996年8月。ISBN 4422300326。
- 永岑三千輝『独ソ戦とホロコースト』日本経済評論社、2001年1月。ISBN 9784818813212。
- 永岑三千輝『アウシュヴィッツへの道―ホロコーストはなぜ、いつから、どこで、どのように』春風社、2022年4月。ISBN 4861108055。
- ロベルト・S・ヴィストリヒ『ヒトラーとホロコースト』大山晶訳、相馬保夫監修、ランダムハウス講談社、2006年11月9日。ISBN 9784270001615。
- 中谷剛『ホロコーストを次世代に伝える―アウシュヴィッツ・ミュージアムのガイドとして』岩波書店〈岩波ブックレットNo.710〉、2007年10月。ISBN 978-4000094108。
- ヴォルフガング・ベンツ『ナチス第三帝国を知るための101の質問』斉藤寿雄訳、現代書館、2007年12月。ISBN 9784768469613。
- ジークムント・バウマン『近代とホロコースト』森田典正訳、大月書店、2006年9月。ISBN 4272430696。